# Church House (Westminster)

Das Church House im Jahr 2016

Das Church House ist ein historisches Gebäude im Londoner Stadtteil Westminster. In ihm tagt die Synode der Church of England. Während des Zweiten Weltkrieges tagte hier das Parlament des Vereinigten Königreichs. 1946 fand dort die erste Sitzung des Sicherheitsrates der Vereinten Nationen statt. Heute wird es auch als Kongresszentrum genutzt.

## Geschichte

### Gebäude von 1887
Zu Ehren des Goldenen Thronjubiläums von Königin Victoria wurde nach einer Idee von Harvey Goodwin, Bischof von Carlisle, das Church House als Sitz der Versammlung der Church of England erbaut. Als Bauplatz wurde der Dean’s Yard in Westminster ausgewählt. Aufgrund noch bestehender Pachtverhältnisse konnte jedoch zunächst nur ein Teil des geplanten Projektes verwirklicht werden. In den 1930er Jahren wurde dieses Gebäude wieder abgerissen und bereits 1931 ein zeitgemäßer Neubau geplant. Da es aufgrund der Weltwirtschaftskrise zunächst unpassend schien, ein solches Projekt zu verwirklichen, wurde mit dem Neubau erst 1937 begonnen.

### Gebäude von 1937
Das neue Gebäude wurde vom britischen Architekten Herbert Baker geplant. Am 26. Juni 1937 legte Königin Mary den Grundstein für den Neubau. Dieser wurde am 10. Juni 1940 durch König George VI. eröffnet. Während der Bombardierung Londons zu Beginn des Zweiten Weltkriegs erhielt das Gebäude einen direkten Treffer, aufgrund der guten Bauweise entstand aber nur geringer Schaden. Der britische Premierminister Winston Churchill entschied daher, das Gebäude für die Zeit des Krieges als Tagungsorte für beide Kammern des britischen Parlamentes zu nutzen.
Nach dem Krieg nutzte die Kommission alliierter Staaten zur Beweismittelsicherung und strafrechtlichen Ahndung von Kriegsverbrechen der Achsenmächte das Gebäude. Auch die Charta der Vereinten Nationen wurde hier ausgearbeitet. 1945 fand im Church House die erste Sitzung des Sicherheitsrates der Vereinten Nationen statt, ebenso die erste Sitzung der Internationalen Seeschifffahrts-Organisation.
1988 wurde das Gebäude unter Denkmalschutz gestellt. 

## Heutige Nutzung
Am 19. November 1988 wurde das Gebäude als Veranstaltungsort und Kongresszentrum neu eröffnet. 2006 erfolgte eine umfassende Renovierung. Neben zahlreichen Veranstaltungen, die im Church House stattfinden, tagt hier auch zweimal jährlich die Synode der Church of England, ein drittes Treffen findet jährlich in York statt.